# Michael Katz
Michael Katz (Áustria, 28 de janeiro de 1954) é um produtor cinematográfico austríaco. Como reconhecimento, foi nomeado ao Oscar 2013 na categoria de Melhor Filme por Amour.